# Pont-canal del Répudre

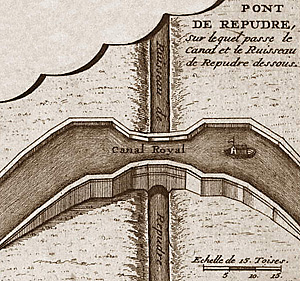
Pont-canal del Répudre

El pont-canal du Répudre és un pont canal situat al municipi de Paraza, al departament francès de l'Aude. Fou construït per Pierre-Paul Riquet per tal de permetre que el Canal del Migdia superés un riu petit anomenat Répudre. Es tracta d'un dels primers pont-canal construït a França, ja que data de 1676. Al vessant sud del pont hi ha una placa que precisa que és la primera construcció d'aquest tipus a França. El desembre de 1999 fou malmès per una crescuda.